# 변위

변위와 이동 거리

옮김(영어: displacement, 변위) 또는 이동은 물리학에서 나중 위치의 값에서 처음 위치의 값을 뺀 벡터량 즉, 한 점의 최종 위치와 처음 위치(예: 움직이는 물체의 질량 중심) 간의 차이이다. 단위는 m(미터)로 나타내며 최종 위치에 도달하는 실제 경로와는 관계가 없다. "두 점 사이의 최단 거리"로 정의할 수 있다.
변위 값이 양이면 운동 방향이 양의 방향임을 나타내고 변위 값이 음이면 운동 방향이 음의 방향임을 나타낸다.

## 종류
변위는 방향과 크기를 갖는 벡터량이다.

## 같이 보기
- 거리
- 속도
- 가속도
- 가가속도
- 가가가속도